# Rilaj Maam

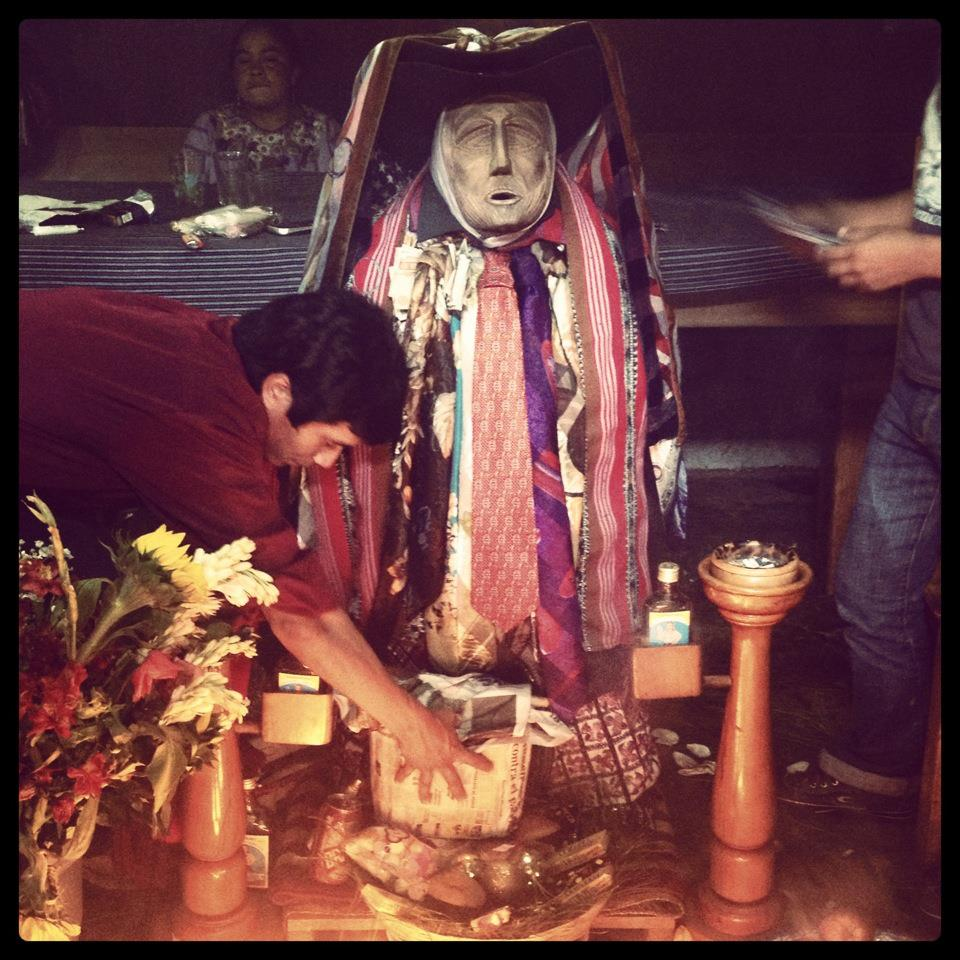
Rilaj Mam o Maximón, Abuelo Amarrado. Imagen de espiritualidadmaya.org

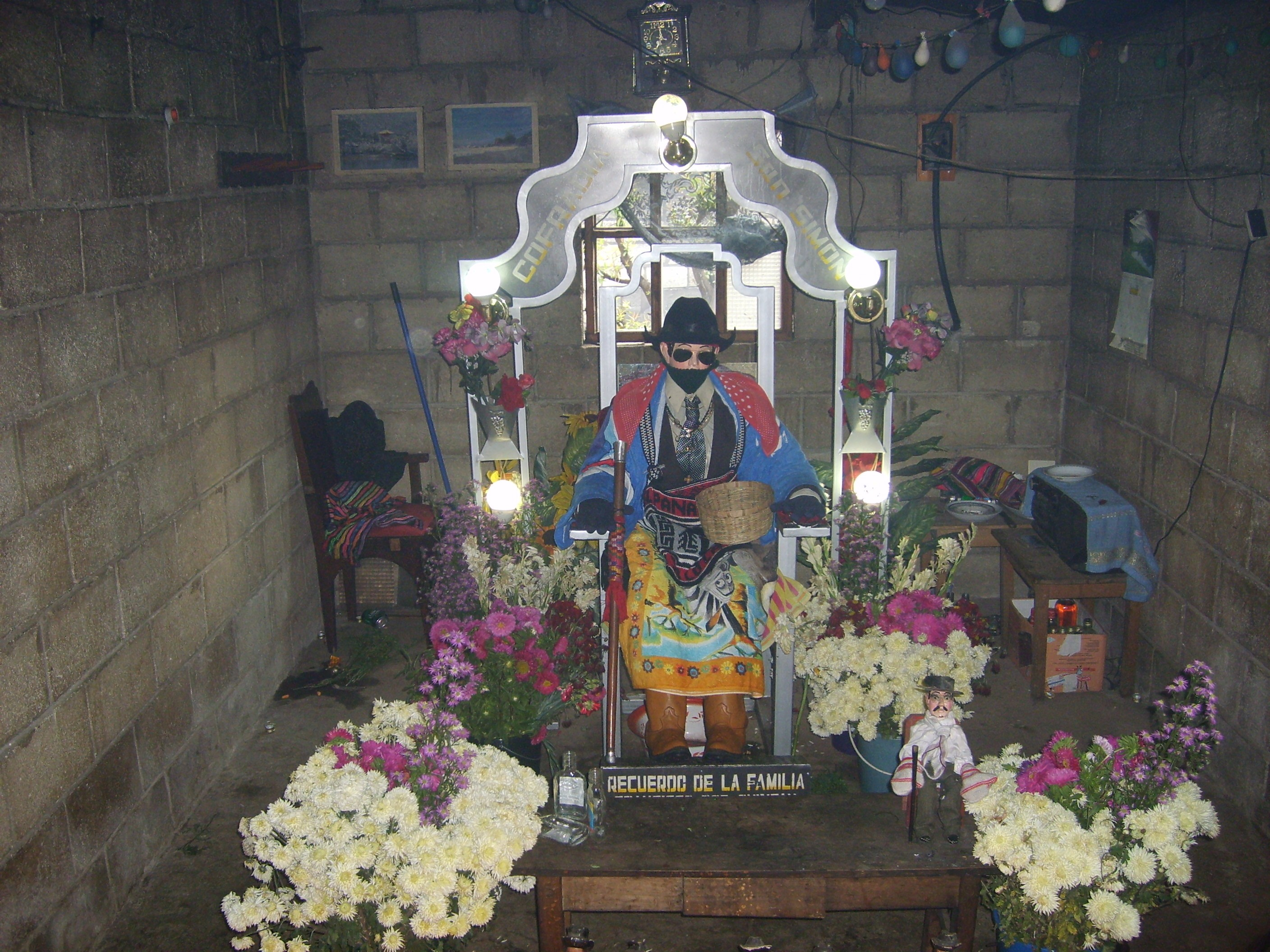
Imagen de San Simón o Maximón en Zunil. La capilla improvisada se traslada de una casa privada a otra cada primero de noviembre. Los creyentes visitan la capilla y dejan ofrendas de alcohol y tabaco, mientras pagan una cuota simbólica de cinco quetzales a la familia que tiene bajo su cuidado a la imagen.

En la mitología maya, "Rijlaj Mam" o "Rilaj Maam" es un nahual de los maya-tz'utujiles de Santiago Atitlán, pueblo ubicado en la orilla del lago de Atitlán, en el departamento de Sololá del altiplano guatemalteco. Este personaje es venerado como "guardián protector" del pueblo tz'utujil dada su condición de pueblo colonizado. La tradición popular refiere que este personaje es un árbol de tz'atel (T'zité) o palo de Pito —Erythrina corallodendron—, árbol común en las regiones de Mesoamérica, quien en los tiempos mitológicos se propuso asimismo como "guardián protector" del pueblo. De esta manera los escultores nawales antiguos, tallaron su tronco y fabricaron el cuerpo y la máscara del Rilaj Mam, y con la madera de sus raíces tallaron el cuerpo y la máscara de María Kastalyan —Ya Peska Ch’ouriek—, la versión femenina del Rilaj Maam. Es más conocido como Maximón o San Simón.

## Descripción
| «Magnífico ejemplo de la indefinitud de disfraces y máscaras de Dios. Maximón baila, tiene mucho dinero, es dueño de todo, toma trago y siempre tiene en la boca un habano. Curioso ejemplo de lo sagrado que reúne las dos posibilidades del ser -la divina y la humana- y que también conoce el sistema de relaciones indígenas, el mismo que está presente en todas las cosas como el calor y el frío en que basa su medicina». —Federico González Frías Diccionario de Símbolos y Temas Misteriosos |

Rijlaj Mam -El Gran Abuelo- llamado Maximón, es un divinidad ancestral, tan antiguo como la existencia de los pueblos originarios. El Gran Abuelo, fue creado por el Corazón del Cielo, por el Corazón de la Tierra, por los Creadores y los Formadores, en un momento singular de la creación del universo, de la humanidad.
Cuenta el Ajq’ij, Audelino Aq’ab’al, que en el Popol Wuj se hace referencia al Rijlaj Mam, cuando se relata que en los instantes en que despuntaba la claridad por primera vez y antes de que los Formadores y Creadores hicieran al hombre, estos deliberaron, acordando que debían aparecer los cuidadores de lo creado.  Hicieron entonces a Saqik’oxol kaqik’oxol, a los Sisimit, a los Alux y los Mam y los Ixoqaajaw, abuelos mayores o más antiguos, creados de Tzite’, quienes son los encargados de cuidar los árboles, las milpas, las personas, a los pueblos, desde los cuatro puntos cardinales.
Al crearse los Mam, fue dado a la existencia el Gran Abuelo, el Rijlaj Mam, de quien la tradición dice que fue el primer Ajq’ij y le fue dado el don de intermediar entre lo terrenal y los Dioses por sus facultades de conocer el pasado, ver el presente y predecir el futuro y por sus conocimientos de la cosmovisión, de la espiritualidad, de la cultura, de las energías y sus intensidades que rigen a los seres y al universo.
La tradición también dice que el Gran Abuelo —Rilaj Mam— luego de enseñar a las gentes sobre el tiempo y como debe de estar equilibrado en la faz de la madre tierra, se fue a la montaña, quemó su pom, hizo sus invocaciones ceremoniales, tomó miel fermentada y se desvaneció en la atemporalidad; no murió como mueren los seres comunes, porque era un guardián, una entidad, por eso simplemente se diseminó cuando había cumplido su misión en ese tiempo histórico.
Rijlaj Mam, se puede ver representado de distintas formas. Es también conocido como Maximón, como San Simón o como Simón Pedro.
Maximón es un Abuelo Maya que según la tradición maya, vivía en el actual pueblo de Santiago Atitlán, Sololá; era uno de los principales del Pueblo, hay tres versiones sobre su destino:
1. Que cuando supo que era la hora de partir “El gran abuelo desapareció y se fue entre la montaña y se fue al cerro para dar sus últimas palabras sagradas, allí ofrendó su pom y tomó miel fermentada y luego desapareció, solamente dejó sus enseñanzas. Él nunca tuvo una muerte como ahora se conoce. Solamente desapareció, sin embargo dejó muchos recuerdos y pixa’ (consejo).
2. Que fue asesinado por los españoles, quemado y esparcidas sus cenizas.
3. Que fue amarrado, quemado vivo y sus cenizas esparcidas para que no se le rindiera culto.
La versión que tiene más lógica y que es a la que se hace alusión en el nombre es la tercera y su nombre Maximón o Abuelo amarrado. Poco a poco su culto se fue extendiendo por los pueblos Tz´utujiles, luego hacia los Kaqchiquela´ y luego a los k’iche’. Por eso es que en algunos pueblos mayas no se le conoce.
La permuta del nombre Maximón a San Simón tiene que ver desde mi punto de vista con dos formas:
1. Se le celebra porque los mestizos o ladinos en Guatemala no sabían pronunciar Maximón y por la similitud fonética le llamaron entonces Simón, luego a Hermano Simón y para finalizar en San Simón por los milagros que realiza; Maximón = San Simón. El único elemento faltante era el día para celebrarlo, muchas personas celebran su fiesta el 28 de octubre porque la Iglesia Católica celebra la fiesta de los Santos Simón y Judas Tadeo.
2. Desde la Reforma Liberal de 1871 y el encumbramiento en la población mestiza que aún mantenía cierta parte de la cosmovisión[2] maya, pero alejándose de la parte cultural[3] (traje, idioma, tipo de vivienda, sentido comunitario, etc.), al recordar que las generaciones anteriores a ellos le rendían culto, y recibían milagros, pero ya no se identificaban como mayas, tuvieron que “hacerlo igual a ellos”, es decir, no criollo; pero tampoco visto como un inferior maya.
Bajo esta segunda premisa, no era posible que los mestizos o ladinos le pidieran favores a una persona de una etnia inferior, y menos pedir favores e hincarse frente a un indio, entendiendo “Indio como estableció Severo Martínez en 1970 para el caso guatemalteco— un término de contenido colonial que designa una realidad de esclavitud, servidumbre, vasallaje, opresión, explotación y discriminación, cierta intelligentsia[4] indígena había venido usándolo, a lo largo de la década del setenta (Morales, Luis)”.[5]
Por ello es que la imagen maya es vestida con el traje tradicional, pañuelos, sobrero, y una máscara hecha de palo de pito (árbol sagrado maya); mientras que el San Simón ladino vestido con traje oscuro. Cada cual lo viste según su forma. Parafraseando a Francisco Morales Santos sobre el título de su libro: La articulación de las diferencias o el síndrome de Maximón. (Los discursos literarios y políticos del debate interétnico en Guatemala), es el mismo fenómeno, solo que uno para los “mayas”, y otro para los “ladinos”.